# Кхмерська республіка
Кхмерська Республіка (кхмер. សាធារណរដ្ឋខ្មែរ Sathearanakroat Khmae; фр. République khmère) — уряд Камбоджі, який передував створенню тоталітарного комуністичного режиму, відомого як Демократична Кампучія. Вона була офіційно проголошена 9 жовтня 1970 року і знищена в 1975 році.

## Історія
У 1970 році в Камбоджі стався військовий переворот, в результаті якого почалася громадянська війна, а також інтервенція американо-південно-в'єтнамських військ[джерело?]. 17 квітня 1975 року «червоні кхмери» захопили Пномпень. Почалося криваве правління Пол Пота. Практично всі міські жителі були виселені в сільську місцевість, були заборонені засоби масової інформації, гроші, знання іноземних мов каралося смертю, грошовий обіг і банківська система також були скасовані. Всього за роки правління «червоних кхмерів» було знищено більше мільйона людей. Офіційною мовою нової республіки стала кхмерська.

### Державний переворот 1970
Сам Нородом Сіанук стверджував, що переворот був результатом союзу між його давнім ворогом політиком правого спрямування Сон Нгок Тханем, політиком Прінсом Сісоват Сіріком Матаком і ЦРУ, яке бажало встановити в країні більш лояльний до США режим. Фактично доказів участі ЦРУ в перевороті майже немає, проте елітні військові спецпідрозділи армії США можливо брали безпосередню участь у події, пропонуючи підтримку і навчаючи змовників
18 березня 1970 року, скориставшись відсутністю Нородома Сіанука в країні, який перебував у подорожі до Франції праві сили здійснили державний переворот. До влади прийшов генерал Лон Нол. У квітні 1970 року американські та південнов'єтнамські війська вступили на територію Камбоджі, що викликало обурення світової громадськості і змусило їх піти звідти вже через місяць. У травні 1970 року опозиційні Лон Нолу сили за підтримки КНР утворили в Пекіні Національний єдиний фронт Кампучії (НЄФК), створили власні збройні сили і уряд у вигнанні. До складу НЄФК увійшли прихильники Нородома Сіанука і їх недавні «вороги» комуністи. Сіанук не володів реальною владою в НЄФК, вона була зосереджена в руках комуністів, більш відомих як рух «червоних кхмерів». Частини регулярної армії ДРВ під виглядом частин НЄФК вступили на територію Камбоджі. Вони захопили кілька східних провінцій країни, передавши їх під контроль «червоних кхмерів».
9 жовтня 1970 Камбоджа була офіційно оголошена Кхмерською Республікою. Режим Лон Нола, який прийшов до влади, проголосив курс на розвиток ринкової економіки при орієнтації на США та їх союзників. Проте з самого початку свого існування новий режим виявився в невигідних умовах. Світова громадська думка зі співчуттям поставилося до НЄФК, а Нородома Сіанука багато держав вважали єдиним законним представником камбоджійського народу. Дискусії з цього приводу проходили і в ООН.
З кінця 1970 року столиця була відрізана від сільськогосподарських районів. Прагнучи розширити соціальну базу свого режиму, Лон Нол намагався створити видимість його демократизації, але переконати в цьому світову спільноту йому так і не вдалося. За п'ять років збройної партизанської боротьби чисельність Комуністичної партії Кампучії значно зросла і вона перетворилася на провідну політичну силу Камбоджі.
1973 рік став вирішальним в ході громадянської війни. До початку 1975 року збройні сили «червоних кхмерів» і в'єтнамські частини контролювали до 90 % території Камбоджі. На початку квітня 1975 Пномпень залишили Лон Нол і його сподвижники. Шлях до захоплення влади «червоними кхмерами» під вивіскою НЄФК був відкритий.